# 11 eleven (曲)
「11 eleven」（イレブン）は、日本のレコード会社・エイベックス・エンタテインメントが発足した企画Cyber Xの2作目のシングル。

## 概要
J-POPとトランスの融合を目指し、エイベックス・エンタテインメントが発足した企画・Cyber Xの第2弾シングルとして発売された。
今作はday after tomorrowのmisonoを客演に招き制作され、作曲も同グループのメンバーである北野正人が担当した。

## 収録曲
| 全作曲: 北野正人。 |                              |           |            |      |
| #                  | タイトル                     | 作詞      | 作曲・編曲 | 時間 |
| 1.                 | 「11 eleven」                | misono    | 北野正人   | 3:28 |
| 2.                 | 「11 eleven (Instrumental)」 |           | 北野正人   | 3:27 |
| 合計時間:          | 合計時間:                    | 合計時間: | 6:55       |      |

### 解説
1. 11 eleven
後にmisonoがシングル「ポチ」のカップリングとしてリアレンジしてセルフカバーをした。
2. 11 eleven (Instrumental)
表題曲のインストゥルメンタルバージョン。